# Melbourne Chess Club
Melbourne Chess Club – australijski klub szachowy z siedzibą w Melbourne.

## Historia
Klub powstał 4 sierpnia 1866 roku, jego pierwszym przewodniczącym został brytyjski imigrant i działacz na rzecz abolicjonizmu, George Stephen. Pierwsza siedziba klubu mieściła się w kawiarni Nissena, w 1875 roku zmieniono siedzibę na kawiarnię Olivera. Inauguracyjny turniej został zorganizowany przez klub w 1867 roku, a w kolejnym roku odbył się mecz telegraficzny między Melbourne Chess Club i Adelaide Chess Club. Od 1870 roku klub zapoczątkował tradycję meczów Wiktorii z Nową Południową Walią, trwającą do 1937 roku. W 1879 roku zmieniono nazwę klubu na Melbourne Chess and Whist Club. Miało to związek z faktem, iż w klubie od szachów większą popularnością cieszyły się gry karciane, jak wist, cribbage, juker i pikieta. Z uwagi na możliwość rozwiązania klubu w 1884 roku szachiści oddzielili się od graczy w karty, zmienili siedzibę na Victoria Coffee Palace i przywrócili nazwę Melbourne Chess Club. W 1885 roku klub współorganizował pokaz gry na ślepo z udziałem Josepha Blackburne′a. W 1891 roku klub zorganizował pierwszą edycję mistrzostw Wiktorii, które wygrał Frederick Esling. W 1901 roku klub był współzałożycielem Melbourne Chess Association, które do momentu rozwiązania w 1909 roku organizowało własną ligę. Od 1932 roku Melbourne Chess Club uczestniczył w lidze szachowej Melbourne, a w 1938 roku wyszedł z inicjatywą powołania Victorian Chess Association, które od 1939 roku przejęło od Melbourne Chess Club odpowiedzialność za organizację mistrzostw Wiktorii oraz meczów telegraficznych Wiktorii z Nową Południową Walią. W latach 40. klub wyrażał niezadowolenie z powodu prowadzenia turniejów przez Victorian Chess Association i z tego powodu w latach 1942–1946 przejął faktyczną kontrolę nad ich organizacją. Po zakończeniu II wojny światowej klub zasilili łotewscy imigranci z Kārlisem Ozolsem na czele. W 1966 roku zorganizowano turniej z okazji stulecia klubu, który wygrał Max Fuller, zaś trzy lata później klub zainaugurował mistrzostwa miasta Melbourne. W roku 1972 gościem klubu był Max Euwe, pięć lat później natomiast gościł w nim Raymond Keene. W 1977 roku klub zakupił na swoją siedzibę budynek przy Peel Street 110 w North Melbourne. Grający w Melbourne Chess Club Ian Rogers został w 1985 roku pierwszym australijskim arcymistrzem. W 1990 roku Melbourne Chess Club sprzedał siedzibę przy Peel Street i zakupił budynek przy Leicester Street 66 we Fitzroy. Z okazji otwarcia nowej siedziby klubu gościnną symultanę rozegrał Anthony Miles.